# József Pércsi
József Pércsi (ur. 19 marca 1942 w Földes, zm. 4 czerwca 2011 w Budapeszcie) – węgierski zapaśnik walczący w stylu klasycznym. Olimpijczyk z Monachium 1972, gdzie zajął czwarte miejsce w kategorii 90 kg.
Piąty na mistrzostwach świata w 1971 roku.
- Turniej w Monachium 1972

Wygrał ze Stojanem Nikołowem z Bułgarii, Wayne Baughmanem z USA, Håkonem Øverbym z Norwegii, a przegrał z Czesławem Kwiecińskim